# Anglais vernaculaire afro-américain
Pour les articles homonymes, voir AAE.
L'anglais vernaculaire afro-américain ou anglais afro-américain (AAE) est un dialecte et sociolecte de l'anglais américain propre aux Afro-Américains. En anglais, il est appelé African American Vernacular English, plus communément abrégé en AAVE ; on le retrouve également sous l'appellation de Black English, Black Vernacular, Black English Vernacular (abrégé en BEV), ou Black Vernacular English (abrégé en BVE). Certains[Qui ?] le rapprochent de l'ebonics, bien que ce terme ait d'autres connotations et significations.
Sa prononciation ressemble à celle de l'anglais du Sud des États-Unis, parlé par de nombreux locuteurs aux États-Unis, qu'ils soient d'origine afro-américaine ou non. L'AAVE présente de légères variations locales. De nombreux Créoles, dont William Stewart, J. L. Dillard (en), et John Rickford, considèrent que l'AAVE se rapproche principalement du créole louisianais alors que d'autres[Qui ?] maintiennent que ce rapprochement n'est pas justifié.
Comme toute langue, son usage est influencé par l'âge du locuteur, son statut et sa situation sociale. Il existe de nombreux ouvrages littéraires en cette langue, plus particulièrement dans la littérature noire américaine.